# Аневка
А́невка (рос. Аневка) — село у складі Адамовського району Оренбурзької області, Росія.

## Населення
Населення — 254 особи (2010; 328 у 2002).
Національний склад (станом на 2002 рік):
- казахи — 49 %
- росіяни — 38 %